# Markó Ferenc
Markó Ferenc (Kismarton, 1832. június 3. – Budapest, 1874. augusztus 3.) magyar tájképfestő. Markó Károly festő fia. Testvére Markó Károly festő.

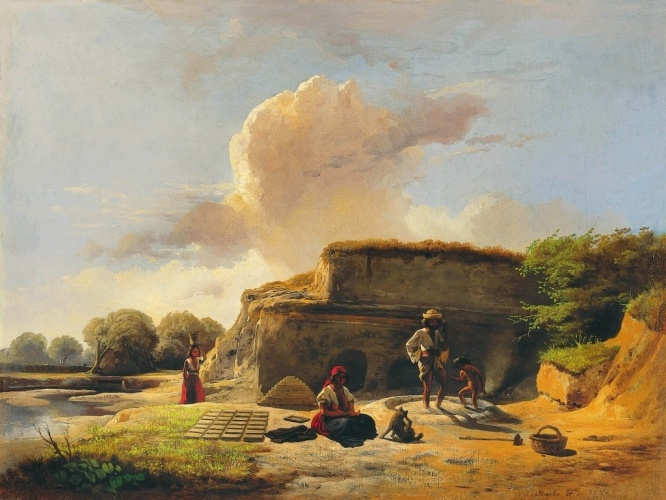
Vályogvetők című festménye

## Életpályája
Kezdetben édesapja oktatta, majd két évig tanult a firenzei Accademia delle Belle Artin. Itt figurális képeket és aktrajzokat készített. Mivel részt vett a Garibaldi-féle olasz szabadságharcban, bebörtönözték. Kénytelen volt elhagyni Olaszországot és 1853-ban Pestre költözött. Gyakran szerepelt a Pesti Műegylet és az Österreichische Kunstverein kiállításain, 1852-ben Firenzében apjával és testvéreivel közös tárlaton állította ki néhány festményét. tárlatain. A Magyar Nemzeti Galéria több művét is őrzi.

## Művei
- Dinnyszüret (1852)
- Olasz kert nőalakkal (1863)
- Vándorborbély (1863)
- Udvarlás (1866)
- Vályogvetők (1870)
- Magyar táj
- Eszményi táj
- Cigány putri